# Зігі Бадібанга
Зігі Бадібанга (фр. Ziguy Badibanga, нар. 26 листопада 1991, Евер) — бельгійський футболіст конголезького походження, півзахисник одеського «Чорноморця».

## Клубна кар'єра
Зігі Бадібанга народився в бельгійському місті Евер в сім'ї вихідців з Демократичної Республіки Конго. Розпочав грати у футбол в клубі «Жет». Коли йому було дев'ять років, він був помічений скаутами «Андерлехта». Він перейшов до «Андерлехту» і пройшов через всі молодіжні рівні.
У 18 років йому вдалося потрапити в основний склад столичного клубу. Бадібанга дебютував на найвищому рівні 30 квітня 2010 року у матчі проти «Зульте-Варгема». Разом з клубом Зігі ставав чемпіоном Бельгії та володарем національного Суперкубка. Однак закріпитися в основі у Бадібанги не вийшло, через що двічі «Андерлехт» віддавав його в оренду — нідерландському «Де Графсхапу» і бельгійському «Шарлеруа».
Після закінчення контракту з «Андерлехтом», футболіст перебрався в Грецію. Там він грав за «Ерготеліс» та «Астерас». Сезон 2015/16 він провів у кіпрській «Омонії».
Після відходу з останнього клубу Бадібанга деякий час залишався вільним агентом, поки в січні 2017 року він не поповнив склад молдавського «Шерифа». Саме у Молдові футболіст зумів розкрити свої найкращі якості. Новій команді він допоміг стати найсильнішою в країні і виграти Кубок Молдови. У наступному сезоні Бадібанга разом з «Шерифом» кваліфікувалися у Груповий раунд Ліги Європи. Вже у ній гравець вдало проявив себе в матчах проти московського «Локомотива», забивши «залізничникам» у двох матчах. Після перемоги «Шерифа» в Москві з рахунком 2:1 поширилися чутки про інтерес до Бадібанги з боку московського «Динамо». Пізніше стало відомо, що скаути італійських клубів «Дженоа» та «Торіно» також виявили зацікавленість до гравця. Всього за 3 сезони відіграв за тираспольський клуб 40 матчів у національному чемпіонаті.
У квітні 2019 року перейшов до казахстанський клуб «Ордабаси», з яким провів наступні два сезони і завоював бронзові медалі чемпіонату Казахстану 2019 року.
11 квітня 2021 року бельгієць підписав контракт із «Шахтарем» (Караганда), але вже в липні покинув клуб, зігравши лише у 6 іграх.
У вересні 2022 року став гравцем одеського «Чорноморця», і першим бельгійським «легіонером» в історії одеського клубу. У матчах чемпіонату України у складі «Чорноморця» дебютував 2 жовтня 2023 року у грі 5-го туру прем'єр-ліги сезону 2022/23 між командами «Чорноморець» (Одеса) — «Олександрія». Свій перший гол у складі «моряків», і в матчах УПЛ Бадібанга забив 4 березня 2023 року у грі 16-го туру прем'єр-ліги сезону 2022/23 між командами «Верес» (Рівне) — «Чорноморець» (Одеса).

## Виступи за збірні
2009 року дебютував у складі юнацької збірної Бельгії, взяв участь у 14 іграх на юнацькому рівні, відзначившись 3 забитими голами.
Протягом 2010—2012 років залучався до складу молодіжної збірної Бельгії. На молодіжному рівні зіграв у 7 офіційних матчах, забив 2 голи.
За головну національну команду «червоних дияволів» він не грав. Тому футболіст зберігає шанси на дебют у збірної Демократичної Республіки Конго завдяки походженню своїх батьків.

## Титули і досягнення
- Чемпіон Бельгії (1):

«Андерлехт»: 2009–10
- Володар Суперкубка Бельгії (1):

«Андерлехт»: 2010
- Чемпіон Молдови (2):

«Шериф»: 2016–17, 2017
- Володар Кубка Молдови (1):

«Шериф»: 2016–17

### Особисті
- Найкращий легіонер чемпіонату Молдови (1): 2017[11]